# Wallfahrtskirche Maria Limbach

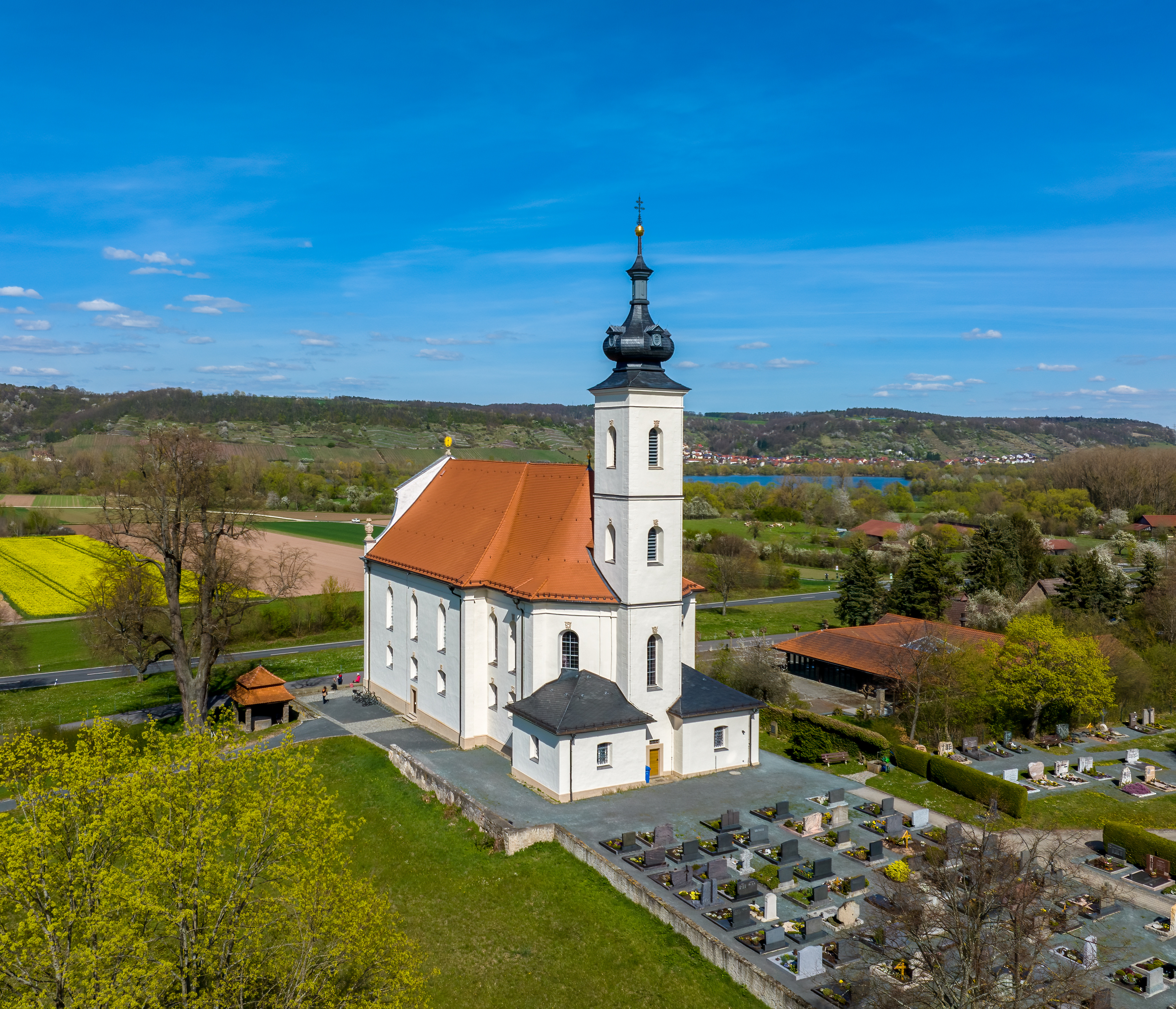
Wallfahrtskirche

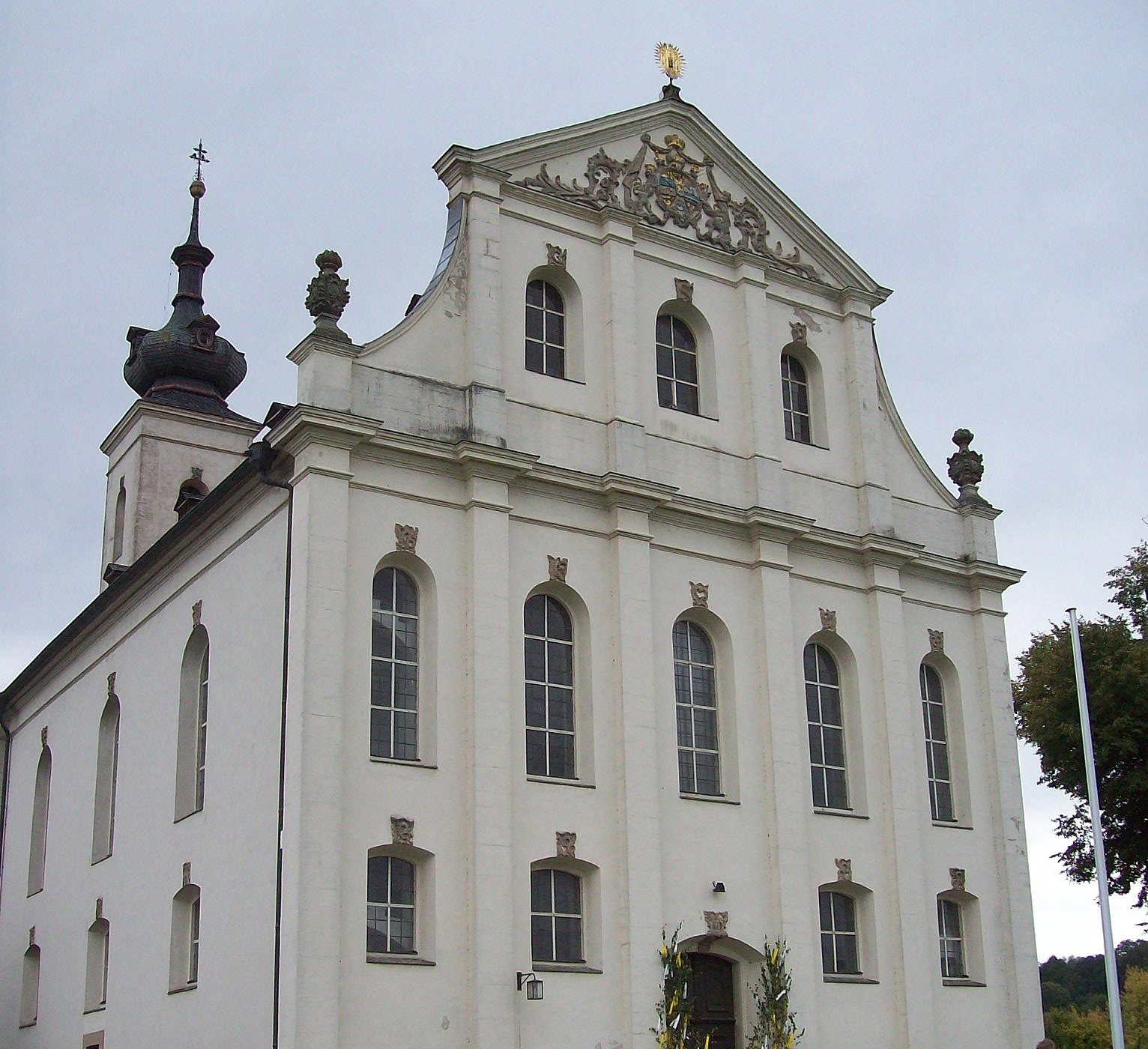
Nordfassade

Die römisch-katholische Wallfahrtskirche Maria Limbach steht am Ort einer in das 15. Jahrhundert zurückgehenden Wallfahrtsstätte. Die Kirche gehört zur Pfarreiengemeinschaft Main - Steigerwald, Dekanat Haßberge im Bistum Würzburg und hat offiziell das Patrozinium Mariä Heimsuchung. Sie steht nahe dem Steigerwald im Maintal im Landkreis Haßberge in Unterfranken zwischen Sand am Main und Limbach. An der Kirche führt der Main-Radweg vorbei.

## Geschichte
Die Wallfahrtskirche Maria Limbach wurde vom Würzburger Fürstbischof Friedrich Karl von Schönborn in Auftrag gegeben, der testamentarisch einen hohen Geldbetrag zur Errichtung zur Verfügung stellte. Damit löste er ein Gelübde ein, weil er glaubte, dass er durch die Fürsprache der Muttergottes zu Limbach von einem Hüftleiden geheilt worden wäre. Friedrich Karl von Schönborn starb 1746, der Baubeginn war 1751.
Die spätbarocke Kirche wurde nach Entwürfen des Baumeisters Johann Balthasar Neumann auf dem Fundament des spätgotischen Vorgängerbaus errichtet. Dabei wurde der ursprünglich geostete Kirchenbau jedoch um 90 Grad gedreht: der Länge der alten Kirche entspricht nun die Breite des neuen Baus. Die Bauzeit der Kirche lag zwischen 1751 und 1755.
Die Kirchweihe durch Fürstbischof Adam Friedrich von Seinsheim, der auch die Orgel stiftete, wurde am 7. September 1755 gefeiert.

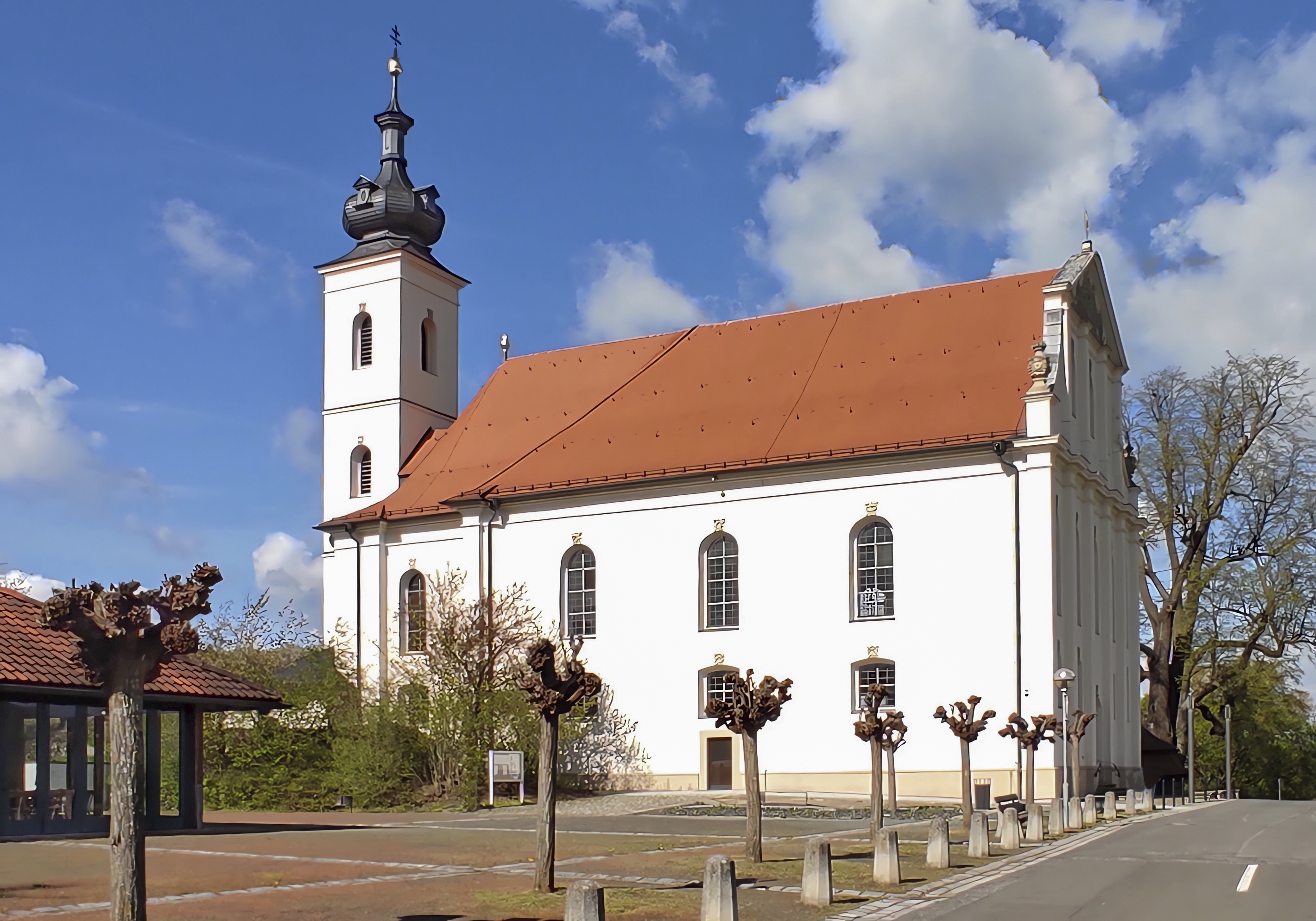
Die Kirche von Osten aus gesehen (2023)

## Beschreibung
Die Wallfahrtskirche ist eines der letzten Bauwerke Balthasar Neumanns, und ihre Fertigstellung hat er nicht mehr erlebt. Die nach Norden gerichtete Fassade zeigt bereits eine klassizistische Beruhigung der Formen. Der mit einer Zwiebel bekrönte Turm im Süden steht am Ende des Chorhaupts. Der einschiffige Raum wirkt nach außen wuchtig und einfach. Innen wird ein einheitlicher tonnenüberwölbter Kirchenraum mit drei Jochen ergänzt durch einen eingezogenen Chor mit zwei Jochen und halbrundem Chorschluss.

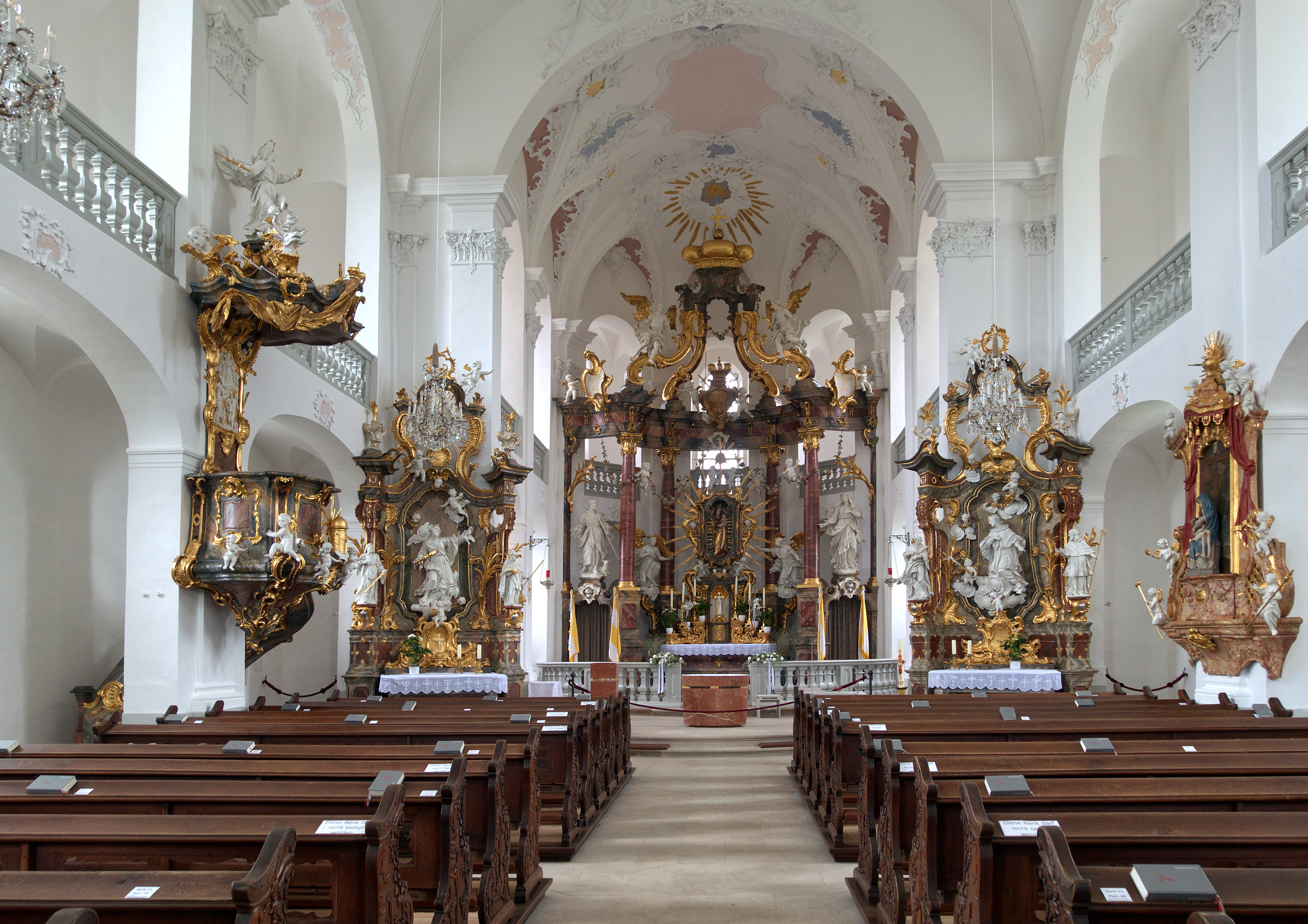
Innenansicht nach der Renovierung (im September 2021)

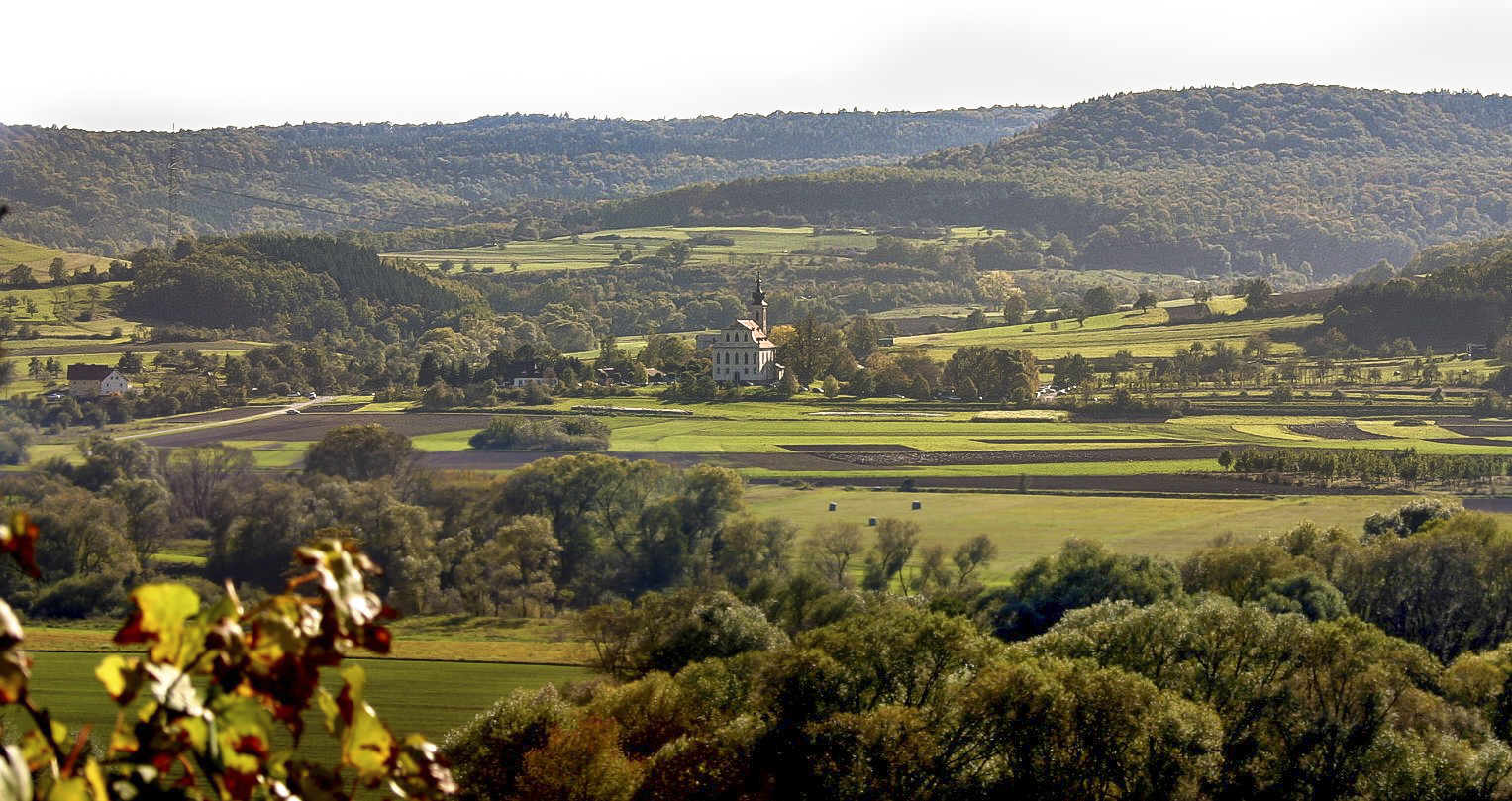
Maria Limbach vom Ziegelangerer Weinberg aus gesehen

Einen starken Kontrast zur einfachen Raumstruktur bildet die reiche Ausstattung im Stil des Rokoko, insbesondere durch den 1761 gestalteten Hochaltar sowie die Seitenaltäre und die Kanzel (1760) des Bildhauers Johann Peter Wagner sowie die Stuckaturen von Andreas Lunz. Der baldachinartige Aufbau des Hochaltars bildet den Rahmen für das Gnadenbild, das eine spätgotische Muttergottes aus dem 16. Jahrhundert auf der Mondsichel mit dem Jesuskind auf dem Arm in einem Glasschrein zeigt. Am Wandpfeiler gegenüber der Kanzel ist ein weiteres Gnadenbild zu sehen, eine Pietà von 1420 aus den Anfängen der Wallfahrt.
In den Jahren 2016–2021 wurde das Gotteshaus generalsaniert. Für etwa 2,3 Millionen Euro wurde die Kirche wieder in den Urzustand ihres Baus im Jahre 1755 versetzt.

## Wallfahrt
Der frühe Wallfahrtsbetrieb des 15. Jahrhunderts brach im 16. Jahrhundert durch die Reformation und dann den Dreißigjährigen Krieg ein. Erst ab 1727, als durch das „Gnadenbrünnlein“ angeblich Heilungen geschahen, gab es einen Aufschwung.
Die Wallfahrt nach Maria Limbach erlebte zu Beginn des 20. Jahrhunderts – während des Ersten Weltkrieges und in der Nachkriegszeit – eine neue Blüte. 1953 wurde das 200-jährige Bestehen der Wallfahrtskirche gefeiert. Gegen Ende des 20. Jahrhunderts nahm der Wallfahrerstrom weiter zu. 1995 wurde deshalb neben der Kirche eine Pilgerhalle als Begegnungsstätte errichtet.
Die Wallfahrtssaison beginnt jeweils am 1. Mai mit zahlreichen Veranstaltungen. Höhepunkt des Wallfahrerjahres ist das Fest Mariä Himmelfahrt am 15. August.
Maria Limbach ist auch eines der Etappenziele des Fränkischen Marienwegs.

## Ausstattung
Zur originalen Ausstattung der Wallfahrtskirche gehört auch die Orgel von 1756 des Würzburger Hoforgelmachers Johann Philipp Seuffert. Das Instrument hat 16 Register auf einem Manual und Pedal. Die Spiel- und Registertrakturen sind mechanisch.

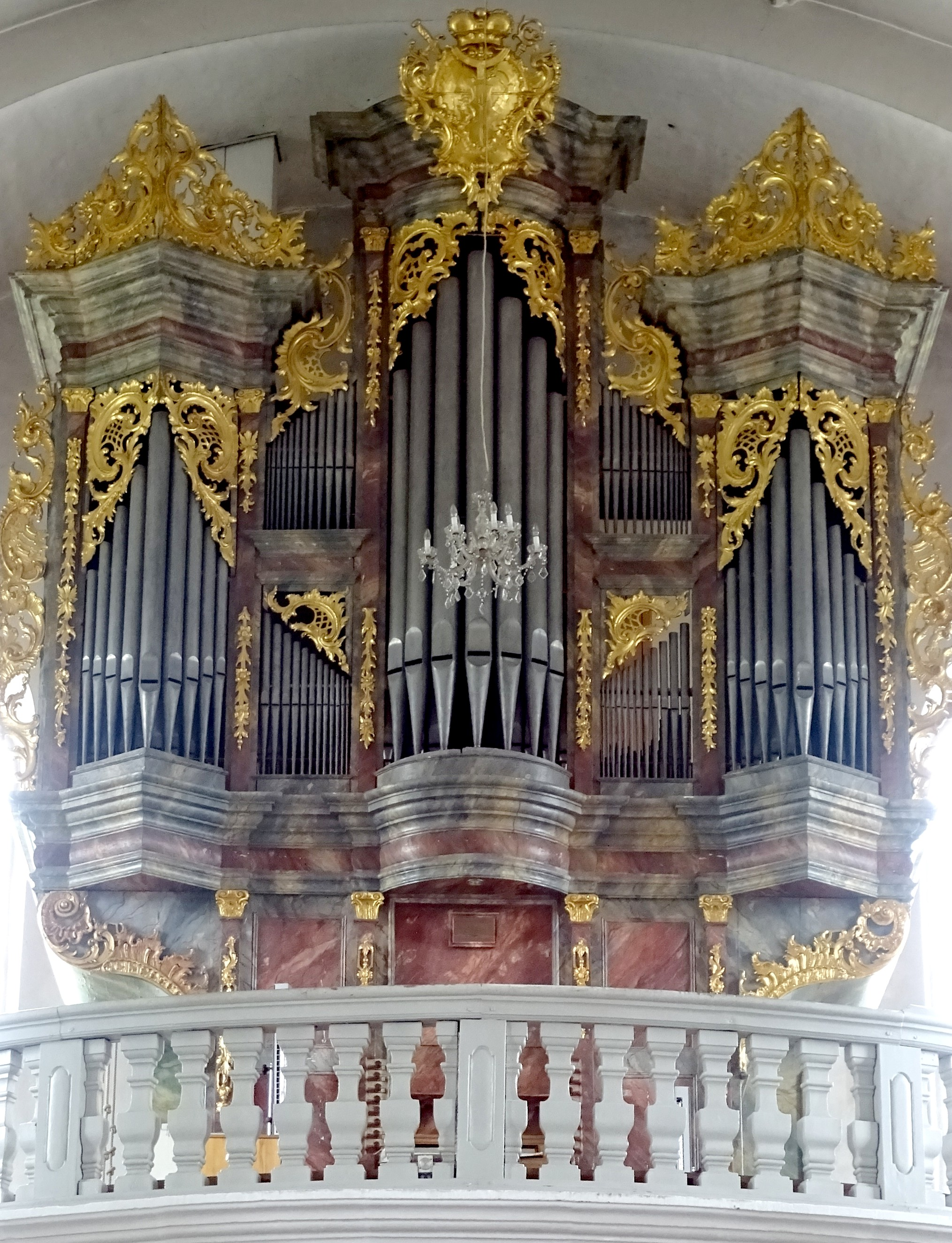
Prospekt der historischen Seuffert-Orgel

| Manualwerk C–c3 |                   |       |
| 1.              | Principale        | 8′    |
| 2.              | Octav             | 4′    |
| 3.              | Cimbel II         | 1⁄2′  |
| 4.              | Mixtur IV         | 1′    |
| 5.              | Decima quinta III | 2 ⁄3′ |
| 6.              | Superoctav        | 2′    |
| 7.              | Flaceolet         | 2′    |
| 8.              | Quint             | 3′    |
| 9.              | Violacampa        | 8′    |
| 10.             | Gemshorn          | 4′    |
| 11.             | Pifra             | 8′    |
| 12.             | Quinta Tino       | 8′    |
| 13.             | Solicional        | 8′    |
| 14.             | Cuppel            | 8′    |

| Pedalwerk C–c1 |           |     |
| 15.            | Subbass   | 16′ |
| 16.            | Octavbass | 8′  |

## Ansichten

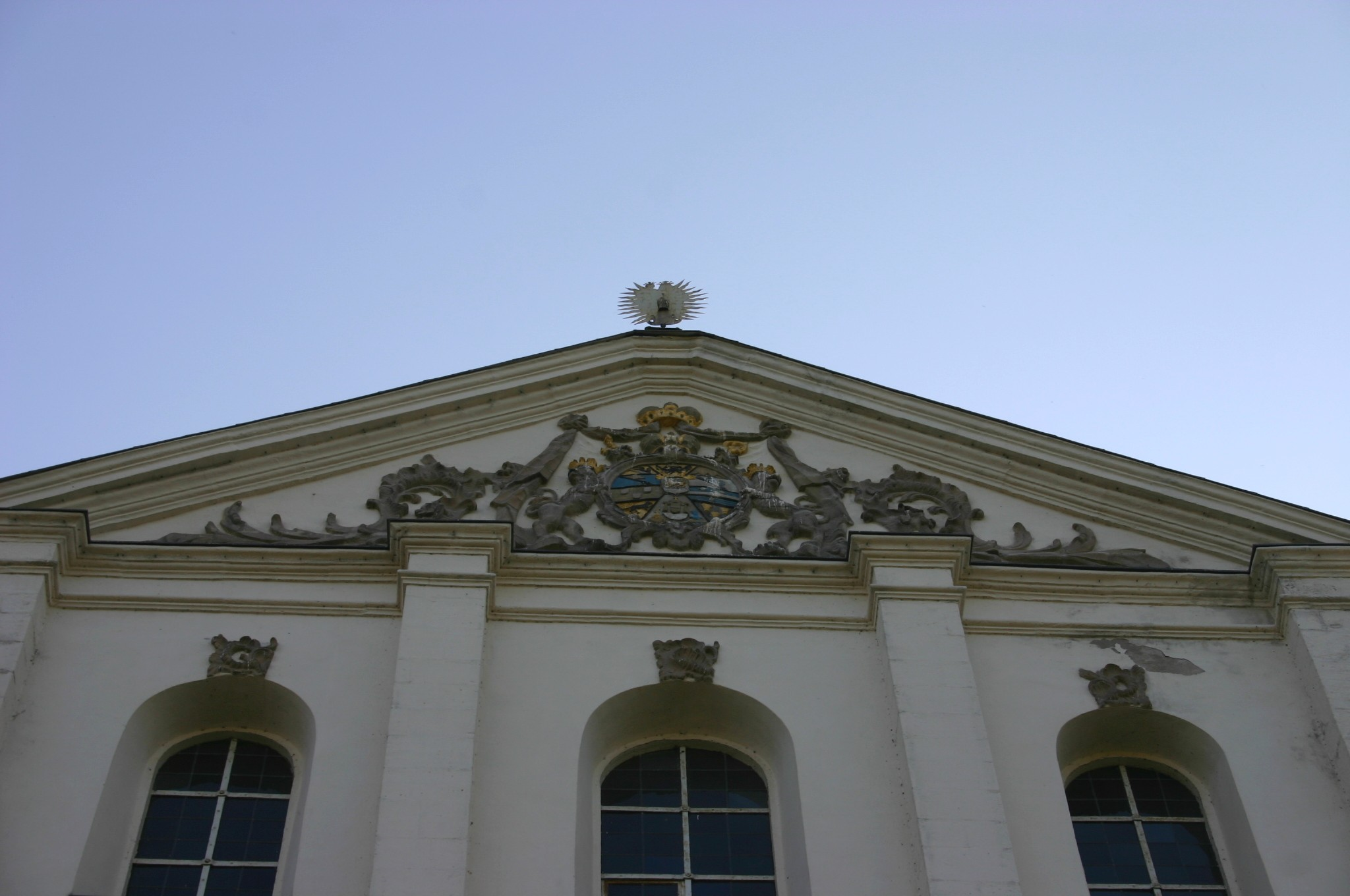
Schönbornwappen im Fassadengiebel
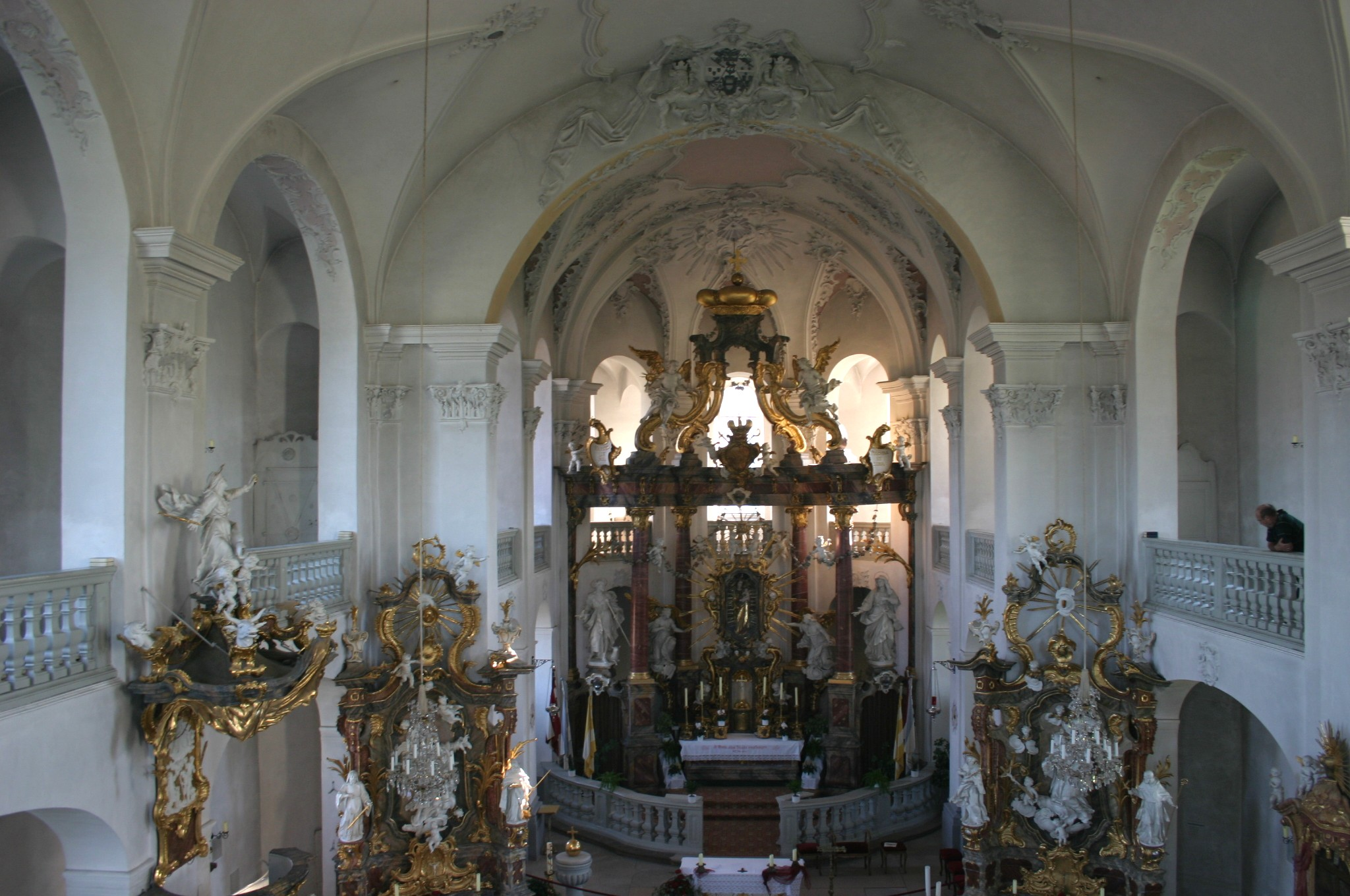
Innenansicht der Kirche von der Orgelempore aus
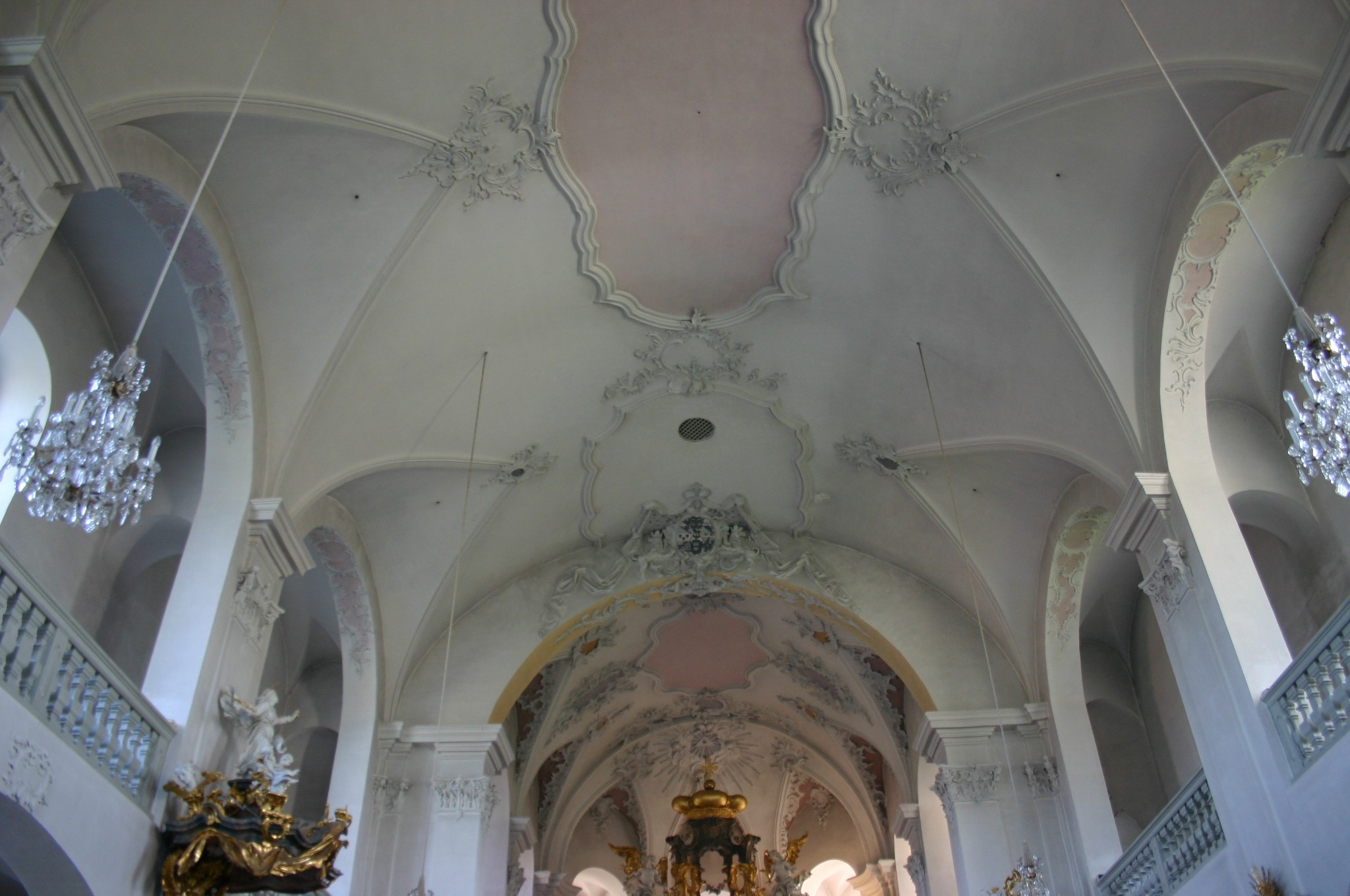
Detailansicht der Rokokostuckaturen